# Посока (Конінський повіт)
Посока (пол. Posoka) — село в Польщі, у гміні Старе Място Конінського повіту Великопольського воєводства.
У 1975-1998 роках село належало до Конінського воєводства.